# Hornstedtia conoidea
Hornstedtia conoidea là một loài thực vật có hoa trong họ Gừng. Loài này được Henry Nicholas Ridley mô tả khoa học đầu tiên năm 1909. Năm 1919, Adolph Daniel Edward Elmer chuyển nó sang chi Amomum với danh pháp Amomum conoideum. Nghiên cứu phát sinh chủng loại chi Amomum năm 2018 của de Boer et al. xác định nó thuộc về chi Hornstedtia.

## Phân bố
Loài này có trên dãy núi Cuernos, đảo Negros, Philippines. Sinh sống trên đất màu mỡ của các khe núi ẩm ướt ở độ cao 600 m (2.000 ft). Tên bản địa tagbac.

## Mô tả
Các thân mọc thành cụm dài 3 mét dài, kích thước thân dày cho tới gốc 3 cm, gốc phình to. Lá hình mũi mác thuôn dài, đỉnh nhọn ngắn, đáy thuôn tròn rất ngắn, hẹp dài 45–55 cm, rộng 8–14 cm, mặt trên nhẵn nhụi, mặt dưới rải rác có lông lụa, nhiều hơn ở gân và mép lá, cuống lá rất ngắn (1 cm ở một số phần của thân) có lông tơ, lưỡi bẹ cắt ngắn rậm lông, bẹ hình mắt lưới với ít lông ở mặt trên. Cụm hoa là bông gần như không cuống hình nón hình trứng màu đỏ dài 7–8 cm. Lá bắc hình trứng đến hình trứng-hình mũi mác nhọn khá mềm như da màu đỏ, có gân mịn và lông lụa màu trắng ở gốc 4 cm x 1,5. Hoa dài 7,5 cm. Ống đài hoa màu đỏ, có lông lụa ở gốc trở thành nhẵn nhụi phía trên 5 cm, xẻ một mặt, các thùy nhọn đỉnh với lông. Tràng hoa hình ống màu đỏ, thanh mảnh, dài 7 cm, các thuỳ thuôn tù 1–5 cm, môi khá hẹp, nguyên, cùi mọng 2 cm, mép trắng, các bên tù uốn cong lên; bao phấn có lông với mào ngắn thuôn tròn và mỏng.